# Eleiodoxa conferta
Eleiodoxa conferta ist die einzige Art der Pflanzengattung Eleiodoxa innerhalb der Familie der Palmengewächse (Arecaceae). Sie kommt von der thailändischen Halbinsel bis ins westliche Malesien vor.

## Beschreibung

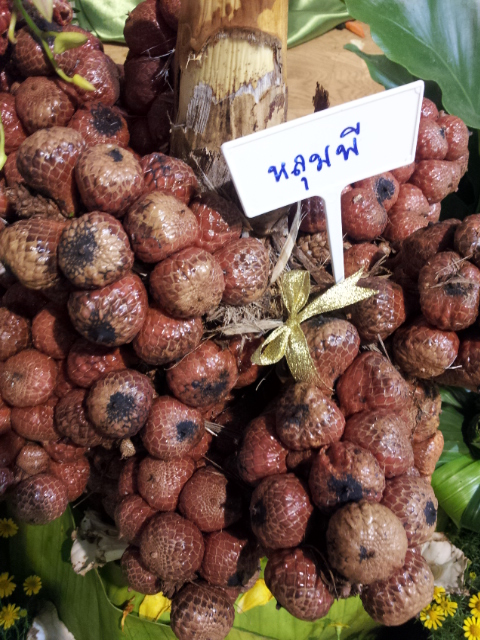
Früchte

### Erscheinungsbild
Eleiodoxa conferta ist eine stammlose, dichte Gruppen bildende Palme. Sie ist bewehrt. Der Stamm ist unterirdisch und besitzt kurze Internodien. Axillär entspringen Seitensprosse. 

### Blätter
Die Blätter sind gefiedert und verbleiben nach dem Absterben an der Pflanze. Die Blattscheide ist mit Ausnahme des untersten Endes mit Wirteln von Stacheln sowie mit Schuppen besetzt. Der Blattstiel ist ebenso mit Stacheln versehen, wie auch die Rhachis. Die Fiederblättchen sind einfach gefaltet, lineal-lanzettlich und regelmäßig angeordnet. Die Blattränder sind mit kurzen Stacheln versehen.

### Blütenstände
Ein Exemplar von Eleiodoxa conferta blüht nur einmal im Leben (hapaxanth). Eleiodoxa conferta ist zweihäusig getrenntgeschlechtig (diözisch). 
Die Blütenstände sind zu einem zusammengesetzten, endständigen Blütenstand vereint. Die Blütenstand befindet sich auf Bodenhöhe zwischen den Blattbasen. Die Achsen erster Ordnung tragen an aufrechte, zylindrische, kätzchenartige Rachillae. An diesen stehen die Blüten paarig in den Achseln der Tragblätter. Die Blütenpaare bestehen bei den männlichen Blütenständen aus zwei fertilen männlichen Blüten, bei den weiblichen aus einer fertilen weiblichen und einer sterilen männlichen. 

### Blüten
Die eingeschlechtigen Blüten sind dreizählig. Die männlichen Blüten sind zur Anthese pink überhaucht. Der Kelch ist becherförmig mit drei Kelchlappen. Ihre Blütenkrone ist an der Basis röhrig verwachsen und etwa auf vier Fünfteln sind die drei dreieckigen Kronlappen frei. Die sechs Staubblätter sind an der Mündung der Kronröhre inseriert. Die Staubfäden sind fleischig und lange, am oberen Ende abrupt verengt und nach innen gebogen. Die Staubbeutel sind länglich und intrors. Ein Stempelrudiment ist nicht vorhanden. 
Die sterilen männlichen Blüten ähneln den fertilen, allerdings sind die Staubfäden fleischiger und die Staubbeutel sind leer.
Die weiblichen Blüten ähneln den männlichen, sind aber deutlich größer. Die Krone ist im unteren Drittel röhrig. Die sechs Staminodien stehen an der Mündung der Kronröhre, die Staubfäden liegen der Krone an, die leeren Staubbeutel sind pfeilförmig. Drei Fruchtblätter sind zu einem kugeligen Fruchtnoten verwachsenen, der drei Samenanlagen enthält und mit Schuppen besetzt ist.

### Früchte und Samen
Die sauren Früchte sind meist einsamig und tragen einen apikalen Griffelrest. Das Exokarp ist mit senkrechten Reihen von nach hinten weisenden Schuppen besetzt. Das Mesokarp ist etwas schwammig, ein Endokarp ist nicht ausdifferenziert. Der Samen ist rundlich mit einer dicken, sauer schmeckenden Sarcotesta. Das Endosperm ist homogen.

## Vorkommen
Eleiodoxa conferta kommt von der thailändischen Halbinsel bis ins westliche Malesien vor: Malaiische Halbinsel, Sumatra und Borneo.
Eleiodoxa conferta ist ein charakteristischer Vertreter im Unterwuchs von Tiefland-Süßwasser-Sümpfen. Besonders häufig tritt sie in Torf-Sumpfwäldern mit einer gewissen Wasserbewegung auf.

## Systematik
Eleiodoxa wurde 1918 durch Odoardo Beccari als Untergattung Salacca subgen. Eleiodoxa erstbeschrieben. Karl Ewald Maximilian Burret erhob 1942 diese Untergattung in Notizblatt des Botanischen Gartens und Museums zu Berlin-Dahlem, Band 15, Seite 733 zur Gattung Eleiodoxa (Becc.) Burret. Der Name Eleiodoxa leitet sich von den altgriechischen Wörtern Eleio für „Sumpf“ und doxa für „Ruhm“ ab und bezieht sich auf den Standort dieser Palmenart.
Die Gattung Eleiodoxa (Becc.) Burret wird innerhalb der Familie Arecaceae in die Unterfamilie Calamoideae, Tribus Calameae gestellt. Hier bildet sie zusammen mit ihrer Schwestergattung Salacca die Subtribus Salaccinae. 
Es gibt nur die Art Eleiodoxa conferta (Griff.) Burret. Sie wurde 1845 als Zalacca conferta durch William Griffith in Calcutta Journal of Natural History, and Miscellany of the Arts and Sciences in India, Band 5 Teil 17, Seite 15 erstbeschrieben. Diese Art wurde durch Carl Maximilian Ewald Burret in Notizblatt des Botanischen Gartens und Museums zu Berlin-Dahlem, Band 15, Seite 734 als Eleiodoxa conferta (Griff.) Burret in die Gattung Eleiodoxa gestellt.

## Nutzung
Die Blätter werden manchmal zum Dachdecken verwendet. Die sehr saure Sarcotesta wird manchmal als Tamarinden-Ersatz zum Kochen verwendet. Mit Zucker wird aus ihr auch eine Süßspeise bereitet. 

## Belege
- John Dransfield, Natalie W. Uhl, Conny B. Asmussen, William J. Baker, Madeline M. Harley, Carl E. Lewis: Genera Palmarum. The Evolution and Classification of Palms. Zweite Auflage, Royal Botanic Gardens, Kew 2008, ISBN 978-1-84246-182-2, S. 170–172.